# Pheidole steinheili
Pheidole steinheili är en myrart som beskrevs av Auguste-Henri Forel 1901. Pheidole steinheili ingår i släktet Pheidole och familjen myror. Inga underarter finns listade i Catalogue of Life.